# Paronym
Als Paronyme bezeichnet man verwechselbar ähnliche Wörter innerhalb einer Sprache. Zurückgehend auf einen Vorschlag von Jean Bertrand wird ein Paronym in Analogie zum falschen Freund, der sich auf Fremdsprachen bezieht, auch als falscher Bruder bezeichnet. Paronyme entfalten ihre Wirkung in häufigen oder geläufigen Missverständnissen, die regelmäßig wiederkehren, oft lange bestehen bleiben und auch punktuell auftreten können, oder das Lernen der jeweiligen Sprache erschweren.
Welche Wörter im Einzelnen als paronym zueinander empfunden werden, hängt vom Ausbildungsstand und vom sozialen, regionalen wie sprachlichen Umfeld der beteiligten Sprecher ab. Auch die Sprachwissenschaft kennt mehrere Definitionen und Zugänge zum Phänomen des Paronyms; die Paronymie als solche ist noch ungenügend erforscht. Paronyme eignen sich für Witze und Wortspiele, weil sich ihre Sinngebung leicht einem Zusammenhang unterstellt, aus dem sie danach aber überraschend wieder herausgeholt wird.
Eine Unterklasse der Paronyme sind die Homophone, die in Anlehnung an ein Ratespiel auch Teekesselchen genannt werden.

## Beispiele

### Deutsch

#### Adjektiv
- abstrus – absurd
- adrett – kokett
- afferent – efferent
- agil – fragil
- anscheinend – scheinbar
- ästhetisch – ätherisch
- dediziert – dezidiert
- diffizil – diffus
- diffus – konfus
- effektiv – effizient
- ethisch – ethnisch
- frigid – frivol
- geistig – geistlich
- histologisch – historisch – hysterisch
- infantil – infertil
- jovial – juvenil
- komplex – kompliziert
- konkav – konvex
- labil – stabil  – debil
- lakonisch – drakonisch
- latent – lateral
- launig – launisch
- mondän – mondial
- morbid – moribund
- narrativ – nativ – naiv
- objektiv – subjektiv
- obligat – obsolet
- obskur – obszön
- offenbar – offensichtlich (offenkundig)
- offiziell – offiziös
- omnipotent – omnipräsent
- pekuniär – prekär
- perfid – pervers
- profan – profund
- real – reell
- renitent – resistent
- rigid – frigid
- sakral – säkular
- sensibel – sensitiv
- stupid – stupend

#### Präfix
- Hypo- – Hyper-
- Makro-/makro- – Mikro-/mikro-

#### Substantiv
- Aarau – Aargau
- Absorption – Adsorption
- Adhäsion – Kohäsion
- Adduktion – Abduktion
- Aerometer – Aräometer
- Agglomerat – Konglomerat
- Amnesie – Amnestie
- Astrologie – Astronomie
- Aszendent – Assistent
- Bit – Byte
- Deprivation – Depravation
- Derivation – Distribution
- Effekt – Affekt
- Effekt – Effet
- Emerit – Eremit
- Emigrant – Immigrant
- Emission – Immission
- Engagement – Arrangement
- Exitus – Exodus
- Exponat – Exponent
- Fission – Fissur
- Fission – Fusion
- Fraktion – Fraktur
- Inferenz – Interferenz
- Informand – Informant
- Injektion – Interjektion
- Intention – Intension
- Internet – Intranet
- Intuition – Institution
- Invention – Intervention
- Irrigation – Irritation
- Jurist – Journalist
- Kapitel – Kapitell
- Katheder – Katheter
- Kohärenz – Kohäsion
- Koma – Komma
- Kondition – Konzession
- Konjunktiv – Konjunktion – Konjugation
- Konklave – Enklave
- Kontakt – Kontrakt
- Kommunismus – Konsumismus
- Komplement – Kompliment
- Konstellation – Konstitution
- Kooperation – Kooptation – Koordination
- Koryphäe – Konifere
- Kurtine – Kurtisane
- Mandat – Mandant
- Meteor – Meteorit – Meteoroid
- Metrologie – Meteorologie
- Nukleon – Neutron – Neutrino – Neuron
- Ökologie – Ökonomie – Ökumene
- Observation – Obsession
- Obstipation – Obstruktion
- Okklusion – Okkupation
- Pedant – Pendant
- Präkrastination – Prokrastination
- Reflex – Reflux
- Relikt – Replik
- Reverenz – Referenz
- Rezeption – Rezension – Rezession
- Stalaktit – Stalagmit – Stalagnat
- Statik – Statistik
- Subduktion – Substitution – Subtraktion – Subvention
- Subjekt – Sujet
- Version – Variante – Variation
- Ventrikel – Vesikel
- Veterinär – Veteran
- Versprechen – Versprecher
- Zäsur – Zensur

#### Verb
- adoptieren – adaptieren
- erigieren – irrigieren
- exekutieren – exerzieren – extrahieren – exzerpieren
- fingieren – fungieren
- haken – hacken
- imponieren – imprägnieren
- intrigieren – integrieren
- kollabieren – kollaborieren – kollidieren
- kompromittieren – korrumpieren
- konstatieren – konsternieren
- kontrollieren – kondolieren
- kooperieren – kooptieren – koordinieren
- scharen – scharren
- singen – sinken
- spuken – spucken
- statuieren – stationieren
- verbieten – verbitten
- versengen – versenken
- zehren – zerren

### Englisch
- Australia – Austria
- conjuncture – conjecture
- night – knight
- precedent – president[3]
- quarrel – quarry
- quiet – quite
- than – then
- their – there
- worse – worth
- marshall – martial
- the kings – The Kinks (englische Band)

### Französisch
- antiseptique – aseptique
- amoral – immoral
- je veux – cheveux
- t’as – ta
- (ça) soit – soit (l’un soit l’autre)
- j’irai – j'irais
- c’est – (il) s’est
- antérieur – intérieur

### Litauisch
- Farmacija – formacija
- Kompanija – kampanija

### Polnisch
- adaptować – adoptować

### Bulgarisch
- Австралия – Австрия
- боксувам – буксувам
- указвам – оказвам

### Russisch
- Австралия – Австрия
- указывать – оказывать

### Ungarisch
- ateista – autista
- adaptál – adoptál
- allegória – filagória